# Niki & The Dove
Niki & The Dove es un dúo de electropop oriundo de Estocolmo, Suecia. Está integrado por Malin Dahlström (voces) y Gustaf Karlöf (teclados), como miembros principales, y Magnus Böqvist actúa en batería.
La banda se formó en febrero de 2010 y co-firmaron con las discográficas Sub Pop y Mercury Records. El 5 de diciembre de 2011, la BBC anunció que la banda, había sido nominado por la BBC, en la encuesta Sound of 2012, en la que finalmente, quedó ubicado en quinto lugar.
En mayo de 2012, lanzaron su álbum debut titulado Instinct. Previamente, sencillos como "DJ, Ease My Mind", y "Mother Protect", fueron lanzados al mercado en formato EP, recibiendo críticas positivas a nivel mundial.
En 2013, su cantante Malin Dahlström participó como vocalista en la coproducción realizada por Alex Metric y Jacques Lu Cont titulada "Safe With You".

## Discografía

### Álbumes de estudio
| Título   | Datos del álbum                                                                                              | Mejor posición en listas |
| Título   | Datos del álbum                                                                                              | UK                       |
| -------- | --- | ------------------------ |
| Instinct | - Lanzamiento: 14 de mayo de 2012 - Discográfica: Sub Pop / Mercury - Formatos: CD, Descarga digital, Vinilo | 60                       |

### Extended plays
- 2011: The Drummer

### Sencillos
- 2010: "DJ, Ease My Mind" (UK #103)
- 2010: "Mother Protect"
- 2011: "The Fox"
- 2011: "The Drummer"
- 2012: "Tomorrow"
- 2012: "Somebody"
- 2012: "Love to the Test"
- 2013: Skrillex - "Ease my Mind" (feat. Niki & The Dove) (From Skrillex "Recess" Album )